# سیارک ۲۴۴۰
سیارک ۲۴۴۰ (به انگلیسی: 2440 Educatio، نامگذاری:1978VQ4) دو هزار و چهارصد و چهلمین سیارک کشف شده‌است که در ۷ نوامبر ۱۹۷۸ کشف شد.
قدر مطلق سیارک برابر ۱۳٫۱۰ است.